# 普布利烏斯·康內留斯·西庇阿·納西卡·塞拉皮奧
普布利烏斯·康內留斯·西庇阿·納西卡·塞拉皮奧（Publius Cornelius Scipio Nasica Serapio）是一名古羅馬政治人物，普布利烏斯·康內留斯·西庇阿·納西卡·科爾庫倫之子，康內利亞氏族的成員。他在西元前141年當上民選官，並在之後與德西姆斯·尤尼烏斯·布魯圖斯·卡拉伊庫斯一同擔任執政官。西元前133年，納西卡的表弟、平民保民官提比略·格拉古試圖連任保民官一職，納西卡以此指責格拉古「威脅共和國體制且違反傳統規定」帶領一群元老院成員殺害格拉古。事件過後納西卡自己也遭到元老院審判，流放帕加馬。